# آبشار برز
آبشار برز (پلالس) در منطقه امیری، در بخش لاریجان شهرستان آمل در استان مازندران ایران واقع است.
این آبشار در مسیر جاده هراز و در منطقه‌ای متشکل از چندین روستا به نام منطقه امیری وجود دارد. چنانچه مسیر آبشار ترا را ادامه دهید در ارتفاع ۲۸۵۰ متری از سطح دریا در نزدیکی قله پلالس و در پای دیواره کوه برز به آبشار برز (پلالس) می‌رسید. این آبشار ۵۰ متر بلندا دارد و دو دیواره ۸۵ و ۱۰۰ متری، آن را دربر گرفته‌اند.

## پلالس
پلالس مرتعی زیبا در ارتفاع ۲۷۰۰ تا ۲۹۰۰ متری محصور در میان رشته کوه‌های البرز است که در شمال شرقی منطقه امیری لاریجان قرار گرفته‌است. ارتفاع رشته کوه صخره‌ای برز تا ۳۷۷۰ متر در غرب می‌رسد.